# کوه‌های گوادالوپه
کوههای گوادالوپه (به انگلیسی: Guadalupe Mountains) رشته کوهی است در جنوب نیومکزیکو و غرب تگزاس در قاره آمریکای شمالی.
این کوهها بخشی از کوه‌های راکی بوده و بلندترین قلهٔ آن قله گوادالوپ نام دارد.
پارک ملی کوه‌های گوادالوپه، غار لچوگیا، و پارک ملی حفره‌های کارلزبد همگی در این منطقه قرار دارند.

## نگارخانه

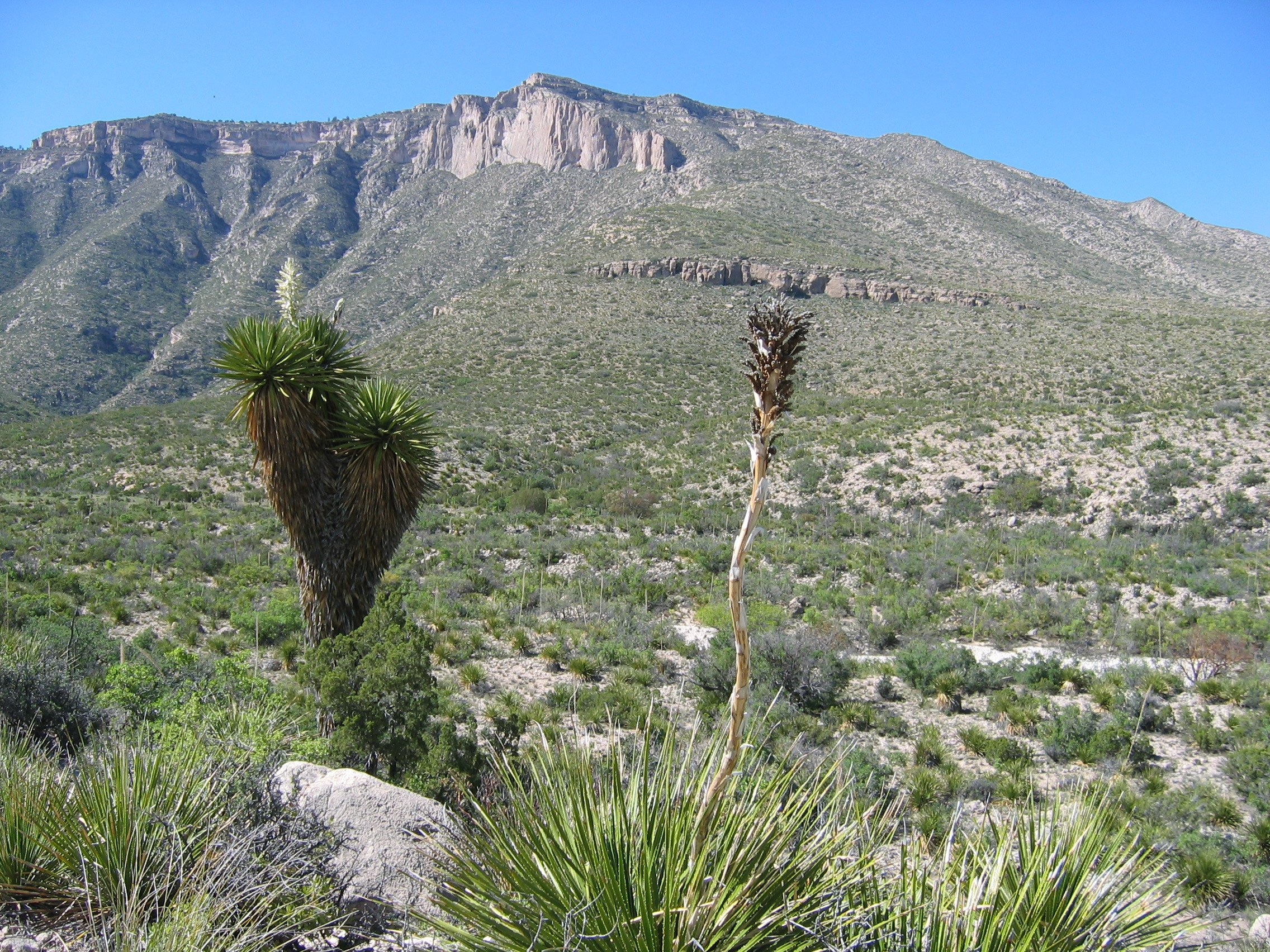
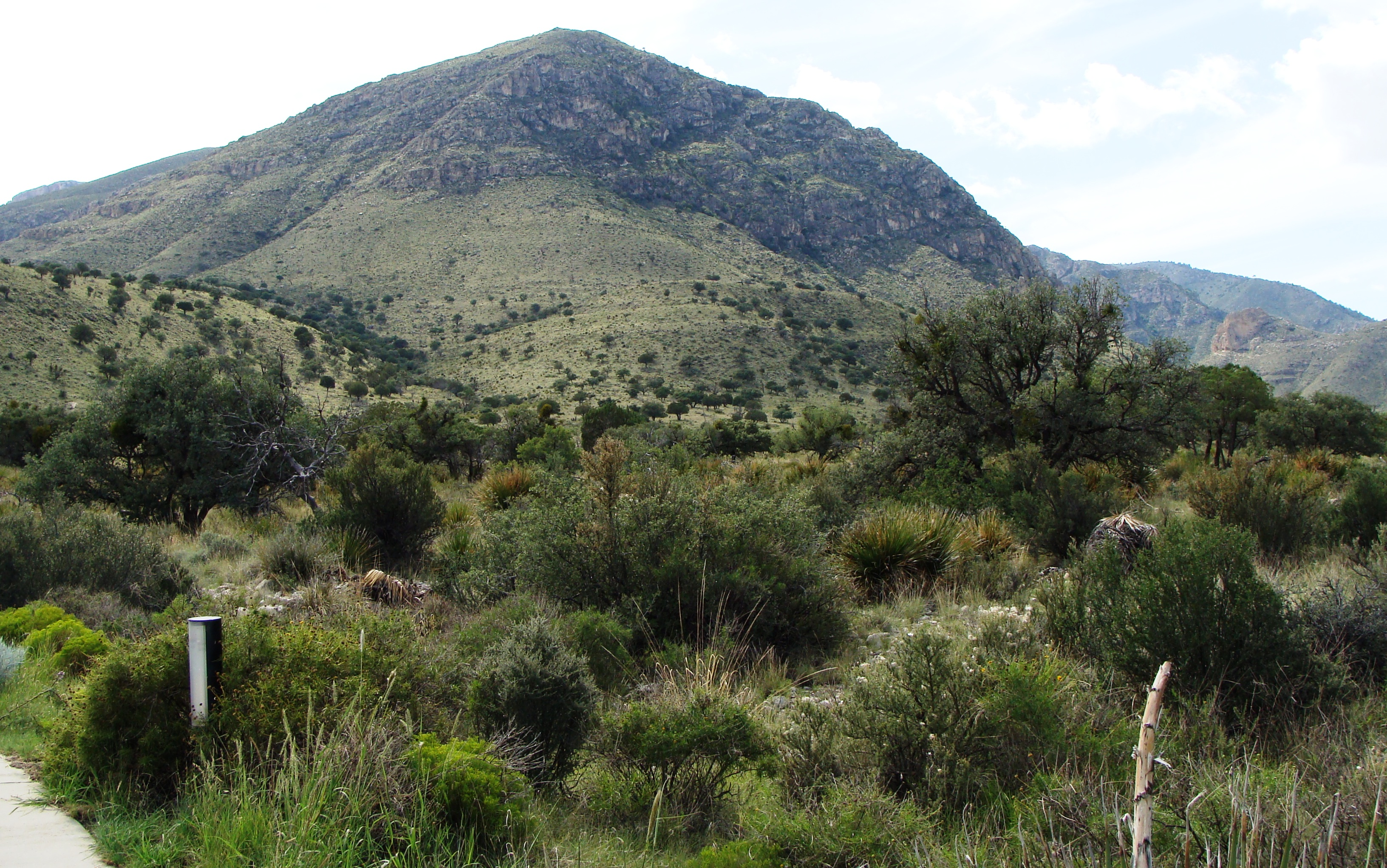
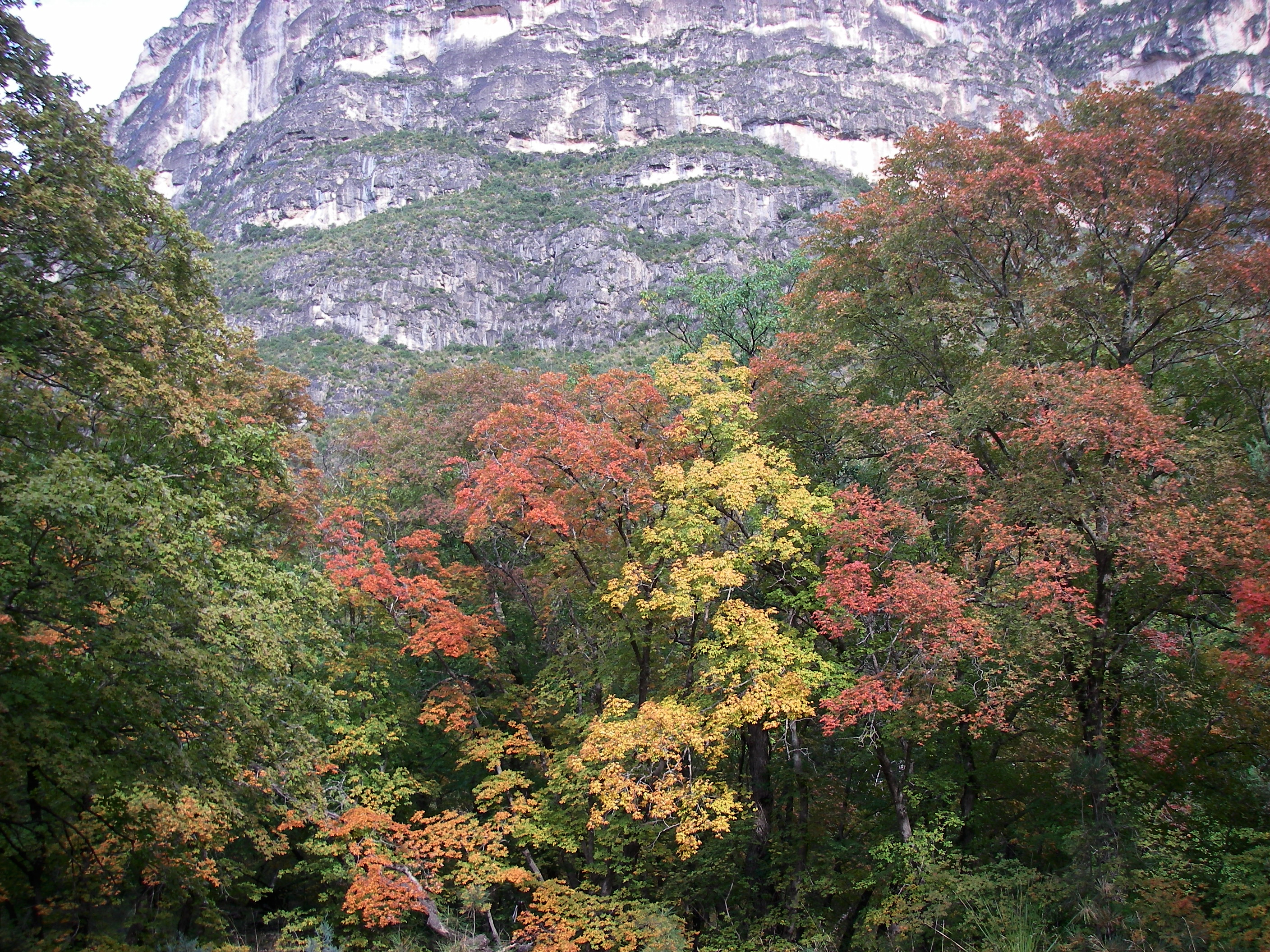
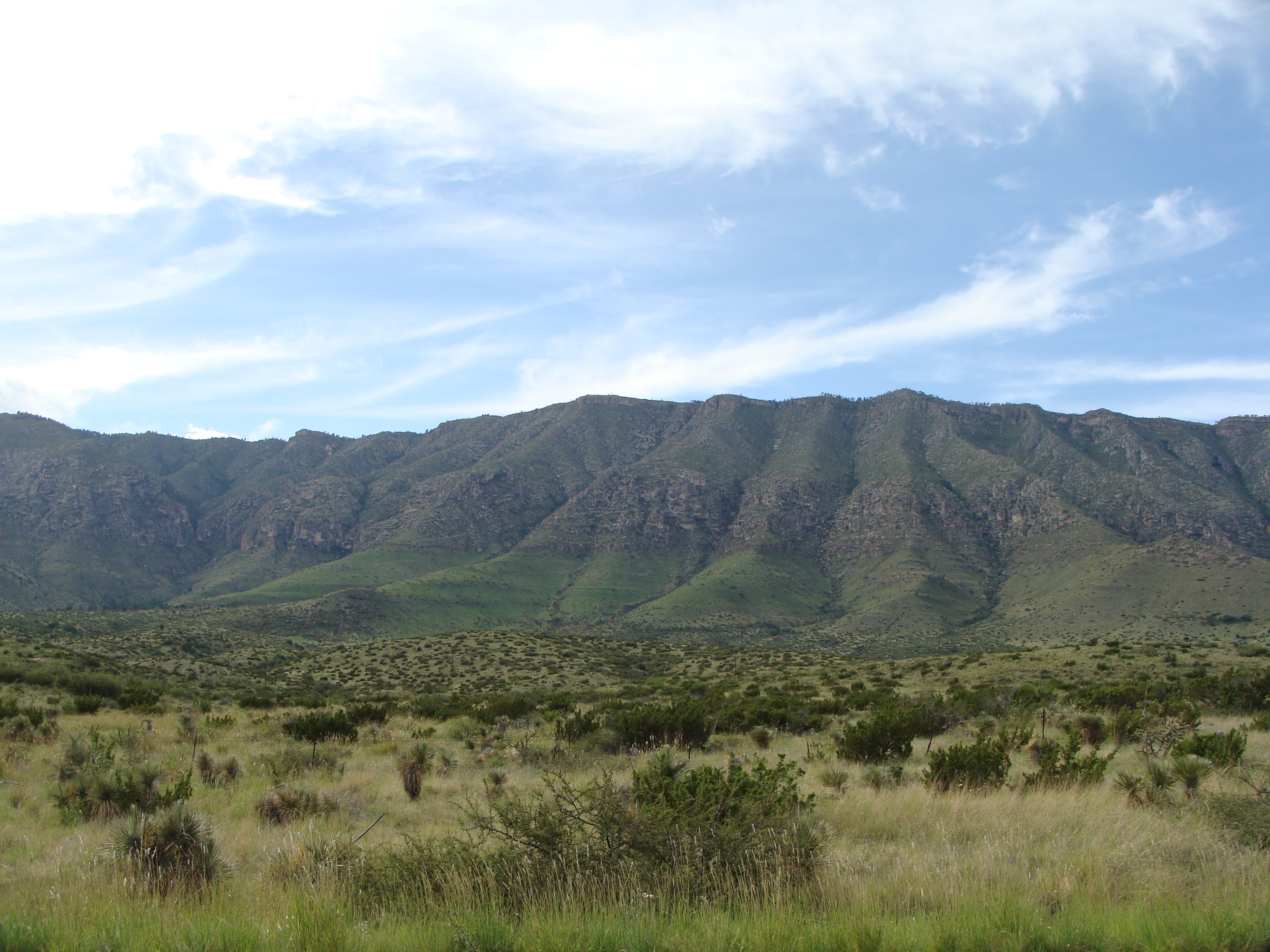